# Snowboard ai XXIII Giochi olimpici invernali - Slopestyle maschile
La gara di slopestyle maschile dei XXIII Giochi olimpici invernali di Pyeongchang, in Corea del Sud, si è svolta dal 10 all'11 febbraio presso il Bokwang Phoenix Park sito a Bongpyeong.
La vittoria è andata allo statunitense Redmond Gerard, al secondo posto si è piazzato il canadese Maxence Parrot, mentre ha completato il podio l'altro canadese Mark McMorris appena rientrato dopo il coma causatogli da un incidente.
L'olandese Niek van der Velden non si è presentato alla partenza a causa di una spalla rotta in allenamento.

## Programma
Gli orari sono in UTC+9.
| Giorno      | Ora   | Turno            |
| ----------- | ----- | ---------------- |
| 10 febbraio | 10:00 | Qualificazioni 1 |
| 10 febbraio | 13:30 | Qualificazioni 2 |
| 11 febbraio | 10:00 | Finale           |

## Risultati

### Qualificazioni
QF — Qualificato per la finale
DNS — Non partito
I primi 6 classificati di ogni batteria accedono direttamente alla finale. Si considera il risultato della migliore delle 2 run

#### Batteria 1
| Pos. | #  | Atleta               | Nazione                      | Run 1 | Run 2 | Punti | Note |
| ---- | -- | -------------------- | ---------------------------- | ----- | ----- | ----- | ---- |
| 1    | 5  | Marcus Kleveland     | Norvegia                     | 83.71 | 32.30 | 83.71 | QF   |
| 2    | 6  | Carlos Garcia Knight | Nuova Zelanda                | 80.10 | 40.20 | 80.10 | QF   |
| 3    | 4  | Sebastien Toutant    | Canada                       | 78.01 | 45.06 | 78.01 | QF   |
| 4    | 7  | Mons Røisland        | Norvegia                     | 76.50 | 43.68 | 76.50 | QF   |
| 5    | 2  | Torgeir Bergrem      | Norvegia                     | 45.80 | 75.45 | 75.45 | QF   |
| 6    | 17 | Niklas Mattsson      | Svezia                       | 50.81 | 73.53 | 73.53 | QF   |
| 7    | 11 | Roope Tonteri        | Finlandia                    | 72.60 | 38.08 | 72.60 |      |
| 8    | 8  | Jamie Nicholls       | Gran Bretagna                | 71.56 | 36.90 | 71.56 |      |
| 9    | 1  | Chris Corning        | Stati Uniti                  | 70.85 | 69.86 | 70.85 |      |
| 10   | 13 | Peetu Piiroinen      | Finlandia                    | 69.26 | 43.43 | 69.26 |      |
| 11   | 19 | Vlad Khadarin        | Atleti Olimpici dalla Russia | 23.05 | 64.16 | 64.16 |      |
| 12   | 3  | Sebbe De Buck        | Belgio                       | 59.40 | 29.58 | 59.40 |      |
| 13   | 15 | Rene Rinnekangas     | Finlandia                    | 24.86 | 37.91 | 37.91 |      |
| 14   | 16 | Michael Schärer      | Svizzera                     | 37.61 | 27.01 | 37.61 |      |
| 15   | 18 | Kalle Järvilehto     | Finlandia                    | 15.56 | 31.10 | 31.10 |      |
| 16   | 14 | Moritz Thönen        | Svizzera                     | 19.53 | 23.55 | 23.55 |      |
| 17   | 9  | Ryan Stassel         | Stati Uniti                  | 23.50 | 22.63 | 23.50 |      |
|      | 10 | Lee Min-sik          | Corea del Sud                | DNS   | DNS   | DNS   |      |
|      | 12 | Niek van der Velden  | Paesi Bassi                  | DNS   | DNS   | DNS   |      |

#### Batteria 2
| Pos. | #  | Atleta           | Nazione       | Run 1 | Run 2 | Punti | Note |
| ---- | -- | ---------------- | ------------- | ----- | ----- | ----- | ---- |
| 1    | 8  | Maxence Parrot   | Canada        | 83.45 | 87.36 | 87.36 | QF   |
| 2    | 3  | Mark McMorris    | Canada        | 83.70 | 86.83 | 86.83 | QF   |
| 3    | 5  | Redmond Gerard   | Stati Uniti   | 82.55 | 57.11 | 82.55 | QF   |
| 4    | 2  | Ståle Sandbech   | Norvegia      | 74.11 | 82.13 | 82.13 | QF   |
| 5    | 1  | Tyler Nicholson  | Canada        | 17.41 | 79.21 | 79.21 | QF   |
| 6    | 4  | Seppe Smits      | Belgio        | 78.36 | 41.48 | 78.36 | QF   |
| 7    | 17 | Clemens Millauer | Austria       | 75.65 | 77.45 | 77.45 |      |
| 8    | 14 | Yuri Okubo       | Giappone      | 24.45 | 75.05 | 75.05 |      |
| 9    | 12 | Jonas Bösiger    | Svizzera      | 18.68 | 58.26 | 58.26 |      |
| 10   | 11 | Billy Morgan     | Gran Bretagna | 56.40 | 37.55 | 56.40 |      |
| 11   | 6  | Kyle Mack        | Stati Uniti   | 45.26 | 53.55 | 53.55 |      |
| 12   | 9  | Matias Schmitt   | Argentina     | 50.86 | 20.68 | 50.86 |      |
| 13   | 15 | Måns Hedberg     | Svezia        | 46.25 | DNS   | 46.25 |      |
| 14   | 7  | Hiroaki Kunitake | Giappone      | 39.45 | 43.16 | 43.16 |      |
| 15   | 18 | Petr Horák       | Rep. Ceca     | 41.93 | 39.05 | 41.93 |      |
| 16   | 16 | Nicolas Huber    | Svizzera      | 34.25 | 36.90 | 36.90 |      |
| 17   | 13 | Stef Vandeweyer  | Belgio        | 33.75 | 21.16 | 33.75 |      |
| 18   | 10 | Rowan Coultas    | Gran Bretagna | 23.20 | 23.58 | 23.58 |      |

### Finale
Si considera il risultato della migliore delle 3 run.
| Pos.    | #  | Atleta               | Nazione       | Run 1 | Run 2 | Run 3 | Punti |
| ------- | -- | -------------------- | ------------- | ----- | ----- | ----- | ----- |
| Oro     | 8  | Redmond Gerard       | Stati Uniti   | 43.33 | 46.40 | 87.16 | 87.16 |
| Argento | 12 | Maxence Parrot       | Canada        | 45.13 | 49.48 | 86.00 | 86.00 |
| Bronzo  | 10 | Mark McMorris        | Canada        | 75.30 | 85.20 | 60.68 | 85.20 |
| 4       | 6  | Ståle Sandbech       | Norvegia      | 44.81 | 81.01 | 38.13 | 81.01 |
| 5       | 9  | Carlos Garcia Knight | Nuova Zelanda | 78.60 | 52.98 | 24.35 | 78.60 |
| 6       | 11 | Marcus Kleveland     | Norvegia      | 77.76 | 43.71 | 37.18 | 77.76 |
| 7       | 4  | Tyler Nicholson      | Canada        | 36.18 | 76.41 | 76.15 | 76.41 |
| 8       | 3  | Torgeir Bergrem      | Norvegia      | 58.80 | 75.80 | 60.03 | 75.80 |
| 9       | 1  | Niklas Mattsson      | Svezia        | 38.43 | 74.71 | 42.48 | 74.71 |
| 10      | 2  | Seppe Smits          | Belgio        | 31.11 | 69.03 | 66.18 | 69.03 |
| 11      | 7  | Sebastien Toutant    | Canada        | 33.66 | 57.23 | 61.08 | 61.08 |
| 12      | 5  | Mons Røisland        | Norvegia      | DNS   | DNS   | DNS   |       |